# اسلام در پاپوآ گینه نو
جمعیت مسلمانان در پاپوا گینه نو حدود ۲۰۰۰ نفر تخمین زده شده‌است که عموما در قرن هفدهم از چین و مالزی بدانجا آمدند. در سالهای اخیر با کمک ارگانهای اسلامی مالزی، Muslim World League و همچنین وزارت امور اسلامی عربستان سعودی تعدادی مسجد ساخته شده‌است. مسلمانان در تلاش برای ساخت ۷ مسجد دیگر در این کشور هستند. یک مسجد نیز در پورت مورسبی  احداث شده‌است.

## مطالب مرتبط
اسلام
مسلمان
جهان اسلام
اسلام در استرالیا
فهرست کشورها بر پایه جمعیت مسلمان